# أدوبي فوتوشوب
إنها أكبر غلطه للتزيف والتحريف إختراع الفوتوشوب وأكبر غلطه في وقتنا الحالي هو الذكاء الاصطناعي الذي سيدمر التكنولوجيا ويدمر البشرية «بكرخطاب»
أدوبي فوتوشوب (بالإنجليزية: Adobe Photoshop) هو محرر رسوميات نقطية طورته وأطلقته شركة أدوبي لنظامي التشغيل مايكروسوفت ويندوز وماك أو إس. تم إنشاؤه في الأصل عام 1988م بواسطة توماس نول وجون نول. منذ ذلك الحين، أصبح البرنامج هو المعيار الصناعي ليس فقط في تحرير الرسومات النقطية، ولكن في الفن الرقمي ككل. وبالتالي أصبح اسم البرنامج علامة تجارية عامة، مما أدى إلى استخدامه كفعل (على سبيل المثال، «فوتوشوب صورة» و «فوتوشوب» و «مسابقة فوتوشوب») على الرغم من أنَّ شركة أدوبي لا تشجع هذا الاستخدام. يمكن أن يقوم الفوتوشوب بتحرير وإنشاء صور نقطية في طبقات متعددة ويدعم الأقنعة وتركيب ألفا والعديد من نماذج الألوان بما في ذلك النموذج اللوني أحمر أخضر أزرق (RGB) والنموذج اللوني سيان ماجنتا أصفر أسود (CMYK) والفضاء اللوني إل آ بيه واللون الموضعي واللون الثنائي. يَستخدم فوتوشوب تنسيقات ملفات PSD و PSB الخاصة به لدعم هذه الميزات. بالإضافة إلى الرسومات النقطية، يتمتع فوتوشوب بقدرات محدودة على تحرير النصوص والرسوميات الإشعاعية أو عرضها (خاصةً من خلال مسار القطع)، فضلاً عن الرسومات ثلاثية الأبعاد والفيديو. يمكن توسيع مجموعة الميزات الخاصة به عن طريق المكونات الإضافية، وهي برامج تم تطويرها وتوزيعها بشكل مستقل عن فوتوشوب والتي تعمل بداخله وتقدم ميزات جديدة أو مُحسنة.
اعتمد نظام تسمية فوتوشوب في البداية على أرقام الإصدارات. لكن في أكتوبر 2002م (بعد تقديم العلامة التجارية كريتيف سويت)، تم تعيين كل إصدار جديد من فوتوشوب بـ "CS" بالإضافة إلى رقم، على سبيل المثال، الإصدار الرئيسي الثامن من فوتوشوب كان "Photoshop CS" والتاسع كان "Photoshop CS2". تم أيضًا نشر Photoshop CS3 إلى CS6 في إصدارين مختلفين: قياسي وممتد. ومع تقديم العلامة التجارية كريتيف كلاود في يونيو 2013م، وبالتالي، تم تغيير اللاحقة من "CS" إلى "CC"، وتم تغيير مخطط ترخيص فوتوشوب إلى نظام البرمجيات كخدمة. تاريخيًا، تم تضمين الفوتوشوب مع برامج إضافية مثل أدوبي إيمج ريدي وأدوبي فايروركس وأدوبي بريدج وأدوبي ديفايس سنترال وأدوبي كاميرا رو (بالإنجليزية: Adobe Camera RAW).
إلى جانب الفوتوشوب، تقوم أدوبي أيضًا بتطوير ونشر فوتوشوب إليمنت وفوتوشوب لايت رووم وفوتوشوب أكسبريس وفوتوشوب سكيتش. وبحلول نوفمبر 2019م، أصدرت أدوبي أيضاً إصداراً كاملاً من الفوتوشوب لجهاز آي باد، وعلى الرغم من أنه كان محدود في البداية، إلا أن أدوبي تُخطط لجلب المزيد من الميزات إلى الفوتوشوب لأجهزة آي باد. بشكل جماعي، تم تصنيفهم على أنهم «عائلة فوتوشوب أدوبي». في يوليو 2023م تم إصدار برنامج فوتوشوب متوافق تمام مع iPad 4.8.

## التاريخ المبكر
تم تطوير فوتوشوب في عام 1987 من قبل الأخوين توماس نول وجون نول، اللذين باعوا رخصة التوزيع لشركة أدوبي سيستمز إنكوربوريتد في عام 1988. توماس نول وهو الحاصل على الدكتوراة. كان طالب في جامعة ميشيغان، حيث بدأ في كتابة برنامج على جهاز ماكنتوش بلس الخاص به لعرض الصور ذات التدرج الرمادي على شاشة أحادية اللون. لفت هذا البرنامج (المسمى في ذلك الوقت «ديسبلاي» (بالإنجليزية: Display)) انتباه شقيقه جون، وهو موظف في شركة إندستريال لايت آند ماجيك، والذي أوصى بأن يحوله توماس إلى برنامج تحرير صور كامل. أخذ توماس استراحة لمدة ستة أشهر من دراسته في عام 1988 للتعاون مع شقيقه في البرنامج. أعاد توماس تسمية البرنامج إلي «أميج برو» (بالإنجليزية: ImagePro)، لكن الاسم كان مأخوذًا بالفعل. في وقت لاحق من ذلك العام، أعاد توماس تسمية برنامجه فوتوشوب وأبرم صفقة قصيرة الأجل مع شركة تصنيع الماسح الضوئي بارنيكان (بالإنجليزية: Barneyscan) لتوزيع نسخ من البرنامج باستخدام ماسح ضوئي للشرائح. «تم شحن ما مجموعه حوالي 200 نسخة من فوتوشوب» بهذه الطريقة.
خلال هذا الوقت، سافر جون إلى وادي السيليكون وقدم عرضًا توضيحيًا للبرنامج لمهندسي شركة أبل وراسل براون، المدير الفني في شركة أدوبي في ذلك الوقت. كلا العرضين كانا ناجحين، وقررت أدوبي شراء ترخيص التوزيع في سبتمبر 1988. بينما كان جون يعمل على المكونات الإضافية في كاليفورنيا، ظل توماس يكتب كود آن أربور. تم إصدار فوتوشوب 1.0 في 19 فبراير 1990 لماكنتوش حصريًا. تضمن إصدار بارنيكان ميزات متقدمة لتحرير الألوان تم تجريدها من الإصدار الأول المشحون من أدوبي. تحسن التعامل مع اللون ببطء مع كل إصدار من أدوبي وفوتوشوب سرعان ما أصبح المعيار الصناعي في تحرير الألوان الرقمية. في الوقت الذي تم فيه إصدار فوتوشوب 1.0، تكلف التنقيح الرقمي للأنظمة المتطورة المخصصة (مثل Scitex) حوالي 300 دولار للساعة لتنقيح الصورة الأساسي. كانت قائمة أسعار فوتوشوب 1.0 لنظام التشغيل ماكنتوش في عام 1990 تبلغ 895 دولارًا أمريكيًا.

## تنسيق الملف
ملفات فوتوشوب تأخذ الامتداد الافتراضي PSD، وهي اختصار «مستند فوتوشوب» (بالإنجليزية: Photoshop document)، هذا الامتداد يقوم بتخزين الصورة مع معظم خيارات التحرير المتاحة في البرنامج، بما في ذلك الطبقات والأقنعة والشفافية والنصوص وقنوات الفا والبقع اللونية ومسارات القطع وإعدادات الطباعة بلونين. وهذا النوع من الملفات يكون مختلفًا عن التنسيقات الأخرى للصور الرقمية، مثل جيه بيه إيه جي أو جي آي إف التي تحد من المحتوى لتوفير الحجم، وتمتاز بالبساطة. و يمكن لملف PSD أن يخزن صورة بارتفاع وعرض أقصى يبلغ 30,000 بكسل وبحجم أقصى 2 غيغا بايت.
أحياناً يتم استخدام ملفات بامتداد PSB، اختصار «فوتوشوب كبير» (بالإنجليزية: Photoshop big) ويعرف كذلك باسم «مستند التنسيق الكبير»، وهو يزيد عن الامتداد السابق PSD كونه يستطيع تخزين صورة بارتفاع وعرض أقصى يبلغ 300,000 بيكسل، وبحجم أقصى يبلغ 4 إكسا بايت، لم يكن اختيار هذا الحد الأقصى بناء على قدرة معمارية الحواسيب ولكن كان خيار فردي من شركة أدوبي، لسهولة اختبار البرمجيات.

## الإضافات
يمكن توسيع وظائف الفوتوشوب عن طريق برامج إضافية تسمى إضافات الفوتوشوب (أو المكونات الإضافية). تنشئ Adobe بعضها، مثل Adobe Camera Raw، لكن معظمها يتم تطويره بواسطة جهات خارجية. بعضها مجاني وبعضها برامج تجارية. معظم الإضافات تعمل فقط مع Photoshop أو المضيفين المتوافقين مع Photoshop، ولكن يمكن تشغيل بعضها كتطبيقات مستقلة.
هناك أنواع مختلفة من الإضافات، مثل التصفية والتصدير والاستيراد والتحديد وتصحيح الألوان والأتمتة. أكثر الإضافات شيوعًا هي إضافات المرشح (المعروفة أيضًا باسم إضافات 8bf)، وهي متوفرة ضمن قائمة المرشح في Photoshop. يمكن لإضافات الفلتر إما تعديل الصورة الحالية أو إنشاء محتوى. فيما يلي بعض أنواع الإضافات الشائعة وبعض الشركات المعروفة المرتبطة بها:
- إضافات تصحيح الألوان (برنامج Alien Skin Software، برنامج نيك[21]، برنامج OnOne،[22] برنامج Topaz Labs،[23] برنامج The Plugin Site،[24] إلخ).
- إضافات المؤثرات الخاصة (Alien Skin Software،[25] Auto FX Software،[26]AV Bros، Flaming Pear Software إلخ)
- إضافات المؤثرات ثلاثية الأبعاد (برنامج أندروميدا،[27] برنامج ستراتا،[28] إلخ)

- Adobe Camera Raw (يُعرف أيضًا باسم ACR و Camera Raw) هو مكون إضافي خاص، توفره Adobe مجانًا، يُستخدم بشكل أساسي لقراءة ملفات الصور الخام ومعالجتها بحيث يمكن معالجة الصور الناتجة بواسطة Photoshop.[29] يمكن استخدامه أيضًا من داخل Adobe Bridge.

## التأثير الثقافي
أصبحت كلمة "فوتوشوب" ومشتقاتها مثل "فوتوشوبد" (أو فقط شوبد) أفعالًا تُستخدم في بعض الأحيان للإشارة إلى الصور التي تم تحريرها بواسطة برنامج الفوتوشوب، أو أي برنامج آخر لتحرير الصور. تحدث نفس الظاهرة ليس فقط في اللغة الإنجليزية، ولكن كما يظهر في مدخل ويكيبيديا البرتغالية للتلاعب بالصور، حيث يتبع العلامة التجارية بنهاية الفعل البرتغالي -ar، مما ينتج عنه كلمة "فوتوشوبار" (تفوتوشوب). تحث شركة أدوبي على تجنب مثل هذه الاشتقاقات لأنها، من أجل الحفاظ على صلاحية العلامة التجارية وحمايتها من التحول إلى اسم عام (Generic Term).

## من استخدامات برنامج فوتوشوب
- إنشاء التصاميم البصرية المتنوعة والبانرات، وذلك من خلال دمج الصور والنصوص وغيرها من العناصر مع بعضها البعض في تصميم واحد.
- تعديل الصور الفوتوغرافية، من خلال تغير الألوان أو الإضاءة أو التباين، كما يستخدم لتطوير ملفات صور RAW وإنتاج صور منها.
- التلاعب بالصور والتصميمات بإدخال أو إزالة أجزاء أخرى غير موجودة بالملف الأصلي.
- إعداد وتجهيز الصور بغرض استخدامها كنقوش للكائنات ثلاثية البعد في البرامج ثلاثية البعد 3D أو الصور المستخدمة في أعمال إنتاج الفيديو.
- كما يمكن تصميم المواقع المنتديات من خلاله مباشرة في الإصدارات الحديثة.
- ويعتبر البرنامج من الأدوات الرئيسية في مراحل الطباعة لمعظم المطبوعات مثل الكتب والمجلات.
- إنشاء الصور المتحركة وإجراء تعديلات بسيطة على مقاطع الفيديو في الإصدارات الحديثة.
- يُستخدم فوتوشوب في تحرير الصور وإنشاء التصاميم البصرية. يمكنك العمل في مجالات مختلفة مثل التسويق الإلكتروني وتصميم الشعارات والإعلانات

## إصدارات فوتوشوب

خاصية الفلاتر الذكية التي تسمح بالاحتفاظ بالفلاتر التي يتم تطبيقها على الصورة في طبقة منفصلة عن الصورة

### إصدار 2024 (الإصدار 25)
صدر الإصدار 25.0 في سبتمبر 2023. أضاف هذا الإصدار ميزتي التعبئة التوليدية والتوسيع التوليدي للاستخدام التجاري.

### إصدار 2022 (الإصدار 23)
تم إصدار الإصدار 23.0 في أكتوبر 2021، وكان أول إصدار يتضمن (ضمن "عينات الألوان القديمة - Legacy Swatches") مجموعة مختصرة من دفاتر ألوان بانتون، شملت فقط ألوان CMYK، واللون المعدني (Metallics)، والألوان الصلبة (Solid Colors).
تم تقديم ميزة بيانات المحتوى Content Credentials إصدار تجريبي، والتي عند تفعيلها، تقوم بتسجيل معلومات التحرير بطريقة تمنع العبث بها، وتبقى محفوظة مع الملف حتى بعد نسخه عدة مرات. تتماشى هذه الميزة مع معيار C2PA الخاص بأصالة المحتوى الرقمي على الإنترنت.
- تم إصدار الإصدار 23.0.1 في نوفمبر 2021.
- تم إصدار الإصدار 23.0.2 في نوفمبر 2021.
- تم إصدار الإصدار 23.1 في ديسمبر 2021.
- تم إصدار الإصدار 23.1.1 في يناير 2022.
- تم إصدار الإصدار 23.2 في فبراير 2022.
- تم إصدار الإصدار 23.3 في أبريل 2022.
- تم إصدار الإصدار 23.4 في يونيو 2022.
- تم إصدار الإصدار 23.5 في أغسطس 2022، وهو آخر إصدار يتضمن الدعم المدمج لأساسيات ألوان بانتون (CMYK، الألوان المعدنية، والألوان الصلبة كعينات قديمة).   وفي الإصدارات القادمة، أصبح الوصول إلى ألوان بانتون يتطلب اشتراك منفصل في أدوبي فوتوشوب.

### إصدار 2019 Photoshop cc
ظهر فيه بعض الخصائص التي لم تكن موجودة في الإصدارات السابقة ومن أهمها:
- تعديل الاهتزاز في الصورة.
- إضافة الكاميرا الخام كفلتر.
- تغيير الشعار والسرعة في التشغيل.
- التعديلات على الواجهة، إذ تظهر أشرطة الأدوات ولوحات الخصائص باللون الأبيض، وتصبح هذه اللوحات شفافة عند تحريكها، وقد تم ترتيب اللوحات في الجانب الأيمن من نافذة البرنامج تحت بعضها البعض، إذ يمكن تصغير أي من هذه اللوحات لإخفاء محتوياتها أو تكبيرها لعرض الخصائص الموجودة فيها، ويمكن إظهار كل هذه اللوحات مع بعضها أو إخفائها بنقر الزر Tab.
- خاصية Refine Edges، وهي خاصية جديدة تتيح للمستخدم التحكم الكامل في مساحة الاختيار Selection، ويمكن الوصول إلى هذه الخاصية من خلال قائمة select ثم Refine Edges.
- الفلاتر الذكية (بالإنجليزية: Smart Filters)، وهي تتيح الاحتفاظ بالفلاتر التي يتم تطبيقها على الصورة في طبقة منفصلة عن الصورة، ويمكن في أي وقت حذف هذه الطبقة مع التأثيرات التي أضافتها إلى الصورة، كما يمكن تعديل تأثير هذه الطبقة بتحريرها وتغيير كثافتها، ويمكن الاستفادة من هذه الميزة بالانتقال إلى قائمة Filters وتحديد الأمر Convert for Smart Filters، وعندها يتم الاحتفاظ بكل فلتر يطبق على الصورة ضمن طبقة مستقلة، ويمكن بأي وقت حذف هذا الفلتر والعودة للصورة الأصلية، حتى بعد إغلاق الصورة وحفظ التغييرات عليها.
- الجودة العالية في تحويل الصورة إلى اللونين الأبيض والأسود، وتحويل أفضل للألوان إلى نظائرها في الأبيض والأسود، يمكن الوصول إلى هذه الميزة من قائمة Image ثم Adjustment وتحديد الأمر Black & White، وعندها تظهر نافذة تعرض التعديلات التي سيتم تطبيقها على الصورة لإزالة الألوان منها، يمكن اعتماد القيم الافتراضية التي تعرضها النافذة السابقة أو اختيار قيم بديلة في حال الرغبة بالانتقال إلى اللونين الأبيض والأسود يدوياً.

- إمكانية التعامل مع الرسوميات ثلاثية الأبعاد، وخاصة التي تم توليدها باستخدام برنامج ثري دي ماكس ويمكن إجراء بعض التعديلات على هذه الصور مثل تحريك الأجسام ثلاثية الأبعاد ضمنها وتطبيق تأثيرات بسيطة عليها كالدوران وتغيير القياسات.
- تطوير خاصية نقطة التلاشي أو Vanishing Point وتحسين أدائها.
- تطوير خاصية تحريك الرسومات أو Animation.

## ميزات أدوبي فوتوشوب
على الرغم من أن البرنامج قد تم تطويره في الأصل كمحرر صور للطباعة، إلا أنه يستخدم الآن على نطاق واسع في تصميم الويب. إلى جانب الإصدارات السابقة من فوتوشوب، تم توزيع برنامج خاص لهذه الأغراض - أدوبي إيمج ريدي (لملفات GIF المتحركة)، والذي تم استبعاده من تسليم فوتوشوب CS3 نظرًا لدمج وظائفه في محرر الرسومات الرئيسي، بالإضافة إلى تضمينها في خط منتجات برامج أدوبي فاير ووركس، والتي استحوذت عليها أدوبي بعد الاستحواذ على ماكروميديا.
يرتبط فوتوشوب ارتباطًا وثيقًا ببرامج أخرى لمعالجة ملفات الوسائط والرسوم المتحركة والإبداع الآخر. جنبًا إلى جنب مع برامج مثل أدوبي إيمج ريدي (تم إهماله في CS3) وأدوبي إيليستريتور وأدوبي بريمير وأدوبي آفتر إيفكت و Adobe Encore DVD [بالإنجليزية]، يمكن استخدامه لإنشاء أقراص DVD احترافية، ويوفر أدوات للتحرير غير الخطي وإنشاء مثل هذه التأثيرات الخاصة. كخلفيات ومواد وما إلى ذلك للتلفزيون والسينما والإنترنت. كما ترسخ Photoshop أيضًا في دوائر تطوير ألعاب الكمبيوتر.
تنسيق فوتوشوب الرئيسي - PSD - يمكن تصديره واستيراده بواسطة جميع منتجات البرامج المذكورة أعلاه. يدعم فوتوشوب CS إنشاء قوائم DVD. إلى جانب أدوبي إنكور دي في دي، يتيح لك فوتوشوب إنشاء قوائم أو أزرار DVD. يدعم فوتوشوب CS3 في الإصدار إكستيند أيضًا العمل مع الطبقات ثلاثية الأبعاد. نظرًا لشعبية فوتوشوب ، فقد تم تنفيذ دعم تنسيق PSD الخاص به في العديد من برامج الرسومات، مثل أدوبي فاير ووركس وفوتو بينت و WinImages [ar] وGIMP وSAI وبينت شوب برو وغيرها. يدعم فوتوشوب نماذج الألوان أو الطرق التالية لوصف ألوان الصورة (في شرح البرنامج نفسه - وضع الصورة):
- RGB
- LAB
- CMYK
- تدرج الرمادي
- اسود وابيض
- Duotone [ru]
- 256 لونًا (مفهرسة)
- متعدد القنوات

يدعم معالجة الصور بعمق ألوان 8 بت (256 تدرجًا لكل قناة)، 16 بت (باستخدام 15 بتًا بالإضافة إلى مستوى واحد، أي 32769 مستوى) و 32 بت (باستخدام أرقام فاصلة عائمة أحادية الدقة) من الممكن حفظ عناصر إضافية في الملف، مثل: أدلة (دليل)، قنوات (على سبيل المثال، قناة الشفافية - قناة ألفا)، مسارات القطع (مسار القطع)، الطبقات التي تحتوي على كائنات متجهة ونصية. يمكن أن يتضمن الملف ملفات تعريف الألوان (ICC) ووظائف النقل. يُسمح بالبكسل غير المربّع (نسبة العرض إلى الارتفاع بالبكسل).

## البدائل
على الرغم من احتكار فوتوشوب فعليًا للسوق الاحترافي، إلا أن السعر المرتفع أدى إلى منافسة منتجات البرامج في السوق المتوسطة إلى المنخفضة. بعضها، على سبيل المثال GIMP، مجاني تمامًا.
كوريل فوتو بينت هو محرر رسومات نقطي من كوريل.
بينت شوب برو لغزو هذا الجزء من السوق ومواجهة المعدلات المرتفعة بشكل غير عادي للاستخدام الغير قانوني لمنتجاتها الاحترافية، قدمت أدوبي برامج من الطبقة المتوسطة والدنيا: عناصر فوتوشوب [أيه آر] وفوتوشوب البوم، أولهما عبارة عن اقتطاع مدفوع - الإصدار السفلي من فوتوشوب، والثاني يتم توزيعه مجانًا ويعمل على تنظيم ومعالجة الصور الأساسية. يستهدف المنتج سوق الهواة لأن وظائفه المحدودة تجعل فوتوشوب إيلمنت غير مناسب لإعداد الصور للطباعة. يعمل أدوبي فوتوشوب لآيت روم حصريًا على «تطوير» «السلبيات الرقمية»، والتنقيح البسيط للصور وتنظيم الكتالوج الخاص بها

## وظائف البرنامج المتقدمة
الغرض من الإصدار الموسع من برنامج أدوبي فوتوشوب إكستيند هو الاستخدام الأكثر احترافًا، أي عند إنشاء الأفلام ومقاطع الفيديو ومشاريع الوسائط المتعددة والتصميم الجرافيكي ثلاثي الأبعاد وتصميم الويب، للعمل في مجالات الإنتاج والطب والهندسة المعمارية وبحث علمي. في الإصدارات الحديثة من أدوبي فوتوشوب إكستيند (بدءًا من CS4)، يمكنك فتح ملفات ثلاثية الأبعاد والعمل معها  تم إنشاؤها بواسطة برامج مثل أدوبي أكروبات 3D وأوتوديسك 3DS ماكس ومايا وجوجل إيرث. يدعم فوتوشوب تنسيقات الملفات ثلاثية الأبعاد التالية: U3D و 3DS و OBJ و KML و DAE. من الممكن استخدام ملفات ثلاثية الأبعاد للتضمين في صورة ثنائية الأبعاد. تتوفر العديد من العمليات لمعالجة نموذج ثلاثي الأبعاد، مثل العمل باستخدام إطارات سلكية، واختيار المواد من خرائط النسيج، وضبط الضوء. يمكنك أيضًا إنشاء ملصقات على كائن ثلاثي الأبعاد، وتدوير النماذج، وتغيير حجمها وموضعها في الفضاء. يتضمن البرنامج أيضًا أوامر لتحويل الصور المسطحة إلى كائنات ثلاثية الأبعاد ذات شكل معين، مثل، على سبيل المثال، بنك، هرم، اسطوانة، كرة، مخروط، وغيرها. لمحاكاة الحركة في فوتوشوب، يمكنك إنشاء إطارات رسوم متحركة باستخدام طبقات الصورة. يمكنك إنشاء صور فيديو بناءً على واحدة من نسب العرض إلى الارتفاع المحددة مسبقًا للبكسل. بعد التحرير، يمكنك حفظ عملك كملف GIF أو PSD يمكن تشغيله لاحقًا في العديد من برامج الفيديو، مثل أدوبي بريمير برو أو برنامج أدوبي أفتر ايفيكت. يمكنك فتح أو استيراد ملفات الفيديو وتسلسلات الصور للتحرير والتنقيح، وإنشاء تسلسلات فيديو للرسوم المتحركة، وتصدير الأعمال إلى ملف QuickTime، أو رسوم GIF المتحركة، أو سلسلة من الصور. يمكن تحرير إطارات الفيديو بشكل منفصل، وتحويلها، واستنساخها، وأقنعة، وفلاتر، ويمكن تطبيق طرق مختلفة لتراكب البكسل عليها، ويمكنك الاعتماد عليها باستخدام أدوات مختلفة. بدءًا من إصدار CS، يتوفر العمل مع البرامج النصية في فوتوشوب.
يدعم فوتوشوب ملفات DICOM (التصوير الرقمي والاتصالات في الطب)، وهي تنسيق للصور والوثائق الطبية للمرضى الذين تم فحصهم. بالنسبة لملف DICOM المفتوح في فوتوشوب، يمكنك استخدام أي أداة فوتوشوب لتصحيح وتنقيح الصور. وأخيرًا، باستخدام فوتوشوب إكستيند، يمكنك عرض صور ماتلاب ومعالجتها في فوتوشوب والجمع بين أوامر ماتلاب وتقنيات معالجة الصور في فوتوشوب. بمجرد إنشاء اتصال لبرنامج فوتوشوب من برنامج ماتلاب وإدخال الأوامر في سطر أوامر ماتلاب، يتم تنفيذ إجراءات التحكم هذه على الفور في فوتوشوب. الملفات المحضرة في ماتلاب لها الامتداد m ، fig ،rpt ،mat ،mdl. يستخدم الاتصال بين فوتوشوب وماتلاب واجهة فوتوشوب جافا سكريبت وواجهة مكتبة ماتلاب.

## البرنامج تاريخياً
| الإصدار                              | نظام التشغيل           | الاسم الكودي     | تاريخ الإصدار  |
| ------------------------------------ | ---------------------- | ---------------- | -------------- |
| 0.63                                 | ماكنتوش                |                  | أكتوبر 1988    |
| 1.0                                  | ماكنتوش                |                  | فبراير 1990    |
| 2.0                                  | ماكنتوش                | Fast Eddy        | يونيو 1991     |
| 2.0.1                                | ماكنتوش                |                  | يناير 1992     |
| 2.5                                  | ماكنتوش                | Merlin           | نوفمبر 1992    |
| 2.5                                  | ويندوز، آيركس، سولاريس | Brimstone        | أبريل 1993     |
| 2.5.1                                | ماكنتوش                |                  | 1993           |
| 3.0                                  | ماكنتوش                | Tiger Mountain   | سبتمبر 1994    |
| 3.0                                  | ويندوز، آيركس، سولاريس |                  | نوفمبر 1994    |
| 4.0                                  | ماكنتوش، ويندوز        | Big Electric Cat | نوفمبر 1996    |
| 4.0.1                                | ماكنتوش، ويندوز        |                  | أغسطس 1997     |
| 5.0                                  | ماكنتوش، ويندوز        | Strange Cargo    | مايو 1998      |
| 5.0.1                                | ماكنتوش، ويندوز        |                  | 1999           |
| 5.5                                  | ماكنتوش، ويندوز        |                  | فبراير 1999    |
| 6.0                                  | ماكنتوش، ويندوز        | Venus in Furs ‏   | سبتمبر 2000    |
| 6.0.1                                | ماكنتوش، ويندوز        |                  | مارس 2001      |
| 7.0                                  | ماك أو.إس عشرة، ويندوز | Liquid Sky       | مارس 2002      |
| 7.0.1                                | ماك أو.إس عشرة، ويندوز |                  | أغسطس 2002     |
| CS (8.0)                             | ماك أو.إس عشرة، ويندوز | Dark Matter      | أكتوبر 2003    |
| CS2 (9.0, 9.0.2)                     | ماك أو.إس عشرة، ويندوز | Space Monkey     | أبريل 2005     |
| CS3, CS3 Extended (10.0)             | ماك أو.إس عشرة، ويندوز | Red Pill         | 16 أبريل 2007  |
| CS4, CS4 Extended (11.0)             | ماك أو.إس عشرة، ويندوز | Stonehenge       | 30 أكتوبر 2008 |
| CS5, CS5 Extended (12.0)             | ماك أو.إس عشرة، ويندوز | White Rabbit     | 12 أبريل 2010  |
| CS5.5, CS5.5 Extended (12.1, 12.0.4) | ماك أو.إس عشرة، ويندوز | White Rabbit     | 3 مايو 2011    |
| CS6 (13.0)                           | ماك أو.إس عشرة، ويندوز | Superstition     | مايو 2012      |
| CC (14.0)                            | ماك أو.إس عشرة، ويندوز |                  | يونيو 2013     |
| CC (14.1)/(14.1.2)                   | ماك أو.إس عشرة، ويندوز |                  | سبتمبر 2013    |
| CC (15)                              | ماك أو.إس عشرة، ويندوز |                  | يونيو 2014     |
| CC (16)/(17)                         | ماك أو.إس عشرة، ويندوز |                  | يونيو 2015     |
| CC (18)                              | ماك أو.إس عشرة، ويندوز |                  | نوفمبر 2016    |
| CC (19)                              | ماك أو.إس عشرة، ويندوز |                  | أكتوبر 2017    |
| CC (20)                              | ماك أو.إس عشرة، ويندوز |                  | أكتوبر 2018    |
| CC (21)                              | ماك أو.إس عشرة، ويندوز |                  | نوفمبر 2019    |
| 2021 (22)                            | ماك أو.إس ، ويندوز     |                  | أكتوبر 2020    |
| 2022 (23)                            | ماك أو.إس ، ويندوز     |                  | أكتوبر 2021    |
| 2023 (24)                            | ماك أو.إس ، ويندوز     |                  | أكتوبر 2022    |
| 2024 (25)                            | ماك أو.إس ، ويندوز     |                  | سبتمبر 2023    |

## وصلات خارجية
- الموقع الرسمي